# Aubrey O'Day
Aubrey Morgan O'Day (São Francisco, Califórnia, 11 de fevereiro de 1984) é uma  modelo, cantora e atriz americana, integrante do girl group Danity Kane. Juntamente com outra integrante do Danity Kane, Shannon Bex, Aubrey faz parte do duo dumblonde, um projeto que se concentra no electropop. Em 2013, lançou seu único álbum a solo até ao momento, Between Two Evils.

## Vida pessoal
Em 2019, Aubrey assumiu-se sapiossexual.

## Filmografia
- 2009 - American High School como Hilary Weiss

## Discografia
Danity Kane
- Lançamento: 22 de agosto de 2006
- Posição: #1 U.S., #2 US R&B
- Vendas nos Estados Unidos: 1.123.000
- Certificação RIAA: Platina

Welcome to the Dollhouse
- Lançamento: 18 de março de 2008
- Posição: #1 U.S.
- Vendas nos Estados Unidos: 500 000
- Certificação RIAA: Ouro

DK3
- Lançamento: 18 de outubro de 2014
- Posição: #44 U.S.

## Singles a solo
- 2011 - "Automatic"
- 2011 - "Heartbreak"
- 2012 - "Wrecking Ball"